# Allisyn Ashley Arm
'Allisyn' Ashey Arm (n. 25 aprilie 1996) este o actriță americană care joacă rolul Zora Lancaster în Sonny și Steluța ei norocoasă.

## Filmografie
Televiziune
- 2002 Strong Medicine Wendy Withers 1 episode: Outcomes
- 2003 Miracles Amelia Wye 1 episode: Little Miss Lost
- Friends Leslie Buffay 1 episode: The One Where Ross Is Fine
- Judging Amy Molly Maddox 1 episode: Ex Parte of Five
- 10-8: Officers on Duty Little Wailing Girl 1 episode: Late for School
- 2005 Still Standing Ella 1 episode: Still Holding
- Inconceivable Lexie 1 episode: To Surrogate, with Love
- 2006 Dive Olly Dive! Beth 6 episodes
- Vanished Violet 1 episode: Warm Springs
- 2007 Back to You Kid #1 1 episode: Gracie's Bully
- 2009 Disney Channel's Totally New Year 2009 Herself
- Sonny With a Chance Zora Lancaster

### Filme
- 1998 The Cask of Amontillado Montressor's Daughter

2004 Eulogy Collin's Daughter
- 2005 Man of the House Charlotte Tulaire
- 2007 King of California Miranda—Age 9
- Greetings from Earth Little girl
- Mr. Woodcock Scout Girl
- 2008 Meet Dave Nerdy Girl
- 2011 The Smurfs Sassette